# Бои на Амуре (1900)
Бои́ на Аму́ре — военные действия в июле—августе 1900 года на реке Амур в районе города Благовещенска во время восстания ихэтуаней в Китае. В боях принял участие поручик Владимир Клавдиевич Арсеньев, будущий исследователь Дальнего Востока и писатель.

## Ход событий
С 1898 года Цинская империя была охвачена восстанием ихэтуаней, начавшимся как ответ на захватническую политику европейских государств в Китае.
В ночь с 23 на 24 июня 1900 года Пекине по всему городу началась резня христиан, получившая название «Варфоломеевской ночи в Пекине», в ходе которой повстанцы истребили всех христиан (за исключением находящихся в Посольском квартале). Очевидцы свидетельствовали: «страшна была их [христиан] участь. Им распарывали животы, отрубали головы, сжигали в жилищах». 
1 (14) июля 1900 года китайцами была предпринята попытка захвата двух российских речных судов «Михаил» и «Селенга», шедших вверх по Амуру в Благовещенск, сопровождавшаяся артиллерийским и оружейным обстрелом, в результате которого были ранены 7 человек и одна лошадь. 
2 (15) июля китайцы открыли через Амур огонь по Благовещенску, в результате чего в городе были убиты мирные жители, возникла паника. В последующие две недели обстрелы продолжались. Ответным русским огнём по посёлку Сахалян были разрушены телеграфная станция и несколько домов.
Губернатор К. Н. Грибский приказал собрать всех проживавших в Благовещенске китайцев и отправить их за Амур в посёлок Верхне-Благовещенский. 4 (17) июля колонна из нескольких тысяч китайцев под охраной нескольких десятков мобилизованных, казаков и добровольцев из числа горожан вышла из города. Поселковый атаман отказался предоставить лодки для переправы, опасаясь, что их использует китайская армия для вторжения. Китайцам, среди которых были старики, женщины и дети, было предложено отправляться вплавь. Поплывшие было первые ряды стали тонуть, остальные плыть отказались. Тогда их стали загонять в воду нагайками, открыли огонь, оставшихся добивали штыками и топорами. В итоге, перебраться через Амур смогло лишь несколько сотен китайцев (подробнее смотри статью Китайский погром в Благовещенске).

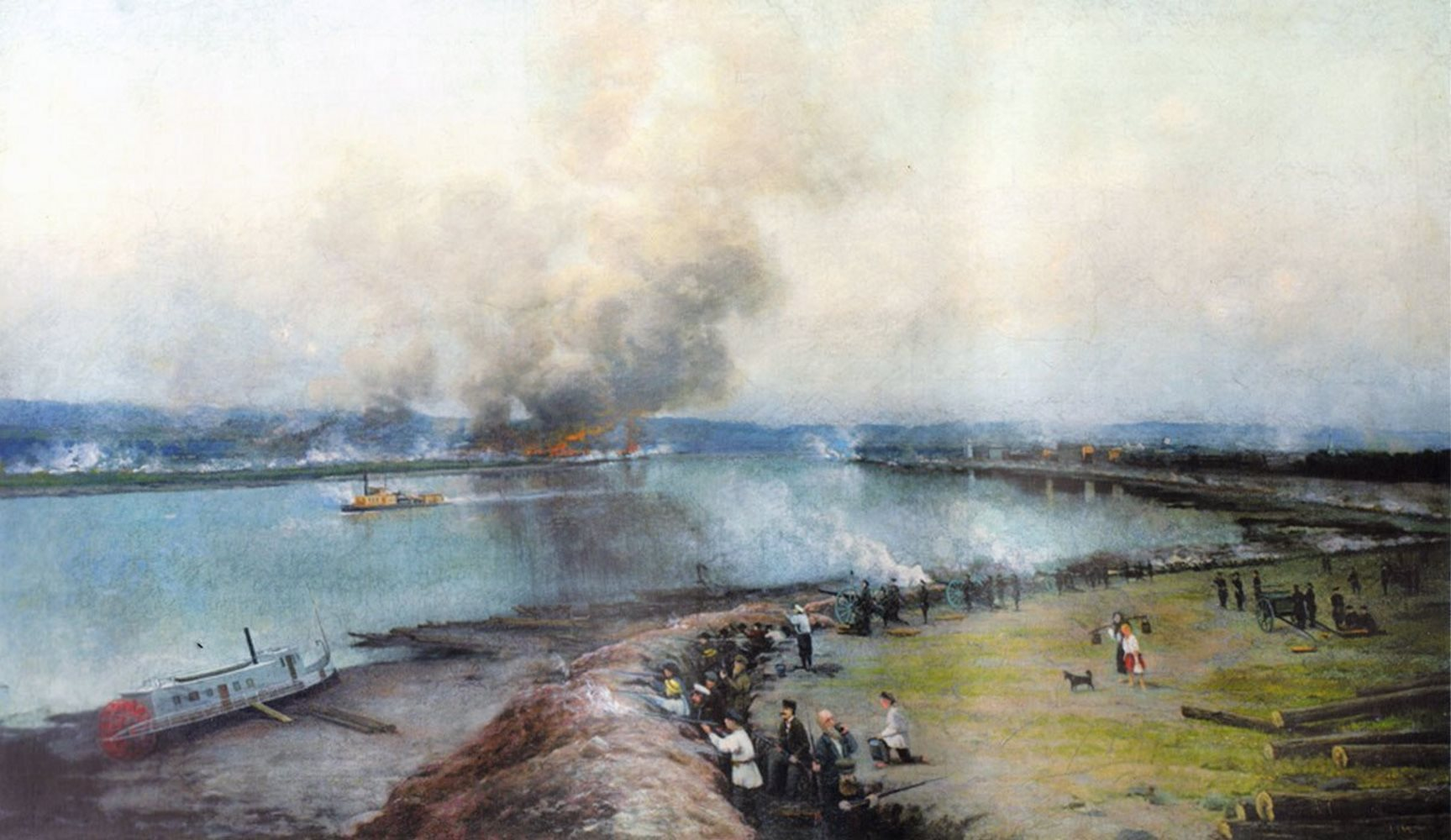
А. А. Сахаров. Оборона Благовещенска от китайских войск. 1900 год

В ночь на 5 (18) июля на русский берег Амура переправились несколько сотен китайских солдат при 18 орудиях. Китайцев встретили огнём дружинники-крестьяне, а с подходом казаков Амурского конного полка китайцы были вытеснены с русской территории.
В ночь на 6 (19) июля 150 русских солдат под командованием поручика Юрковского переправились через Амур и атаковали китайцев. После небольшой стычки, в которой Юрковский погиб, русские вернулись в Благовещенск.
Губернатор Грибский приказал казакам уничтожить все китайские посты на Амуре, что и было исполнено. Кроме того, начались массовые убийства китайцев и маньчжур на русском берегу Амура. К 10 (23) июля крестьянскими дружинами с подачи местных властей был очищен от китайцев весь Зазейский район. Согласно донесениям полицейских приставов, в 8 волостях было найдено 444 трупа, однако в уголовном деле, заведённом по этому поводу, было отмечено, что цифры явно занижены (так, согласно донесениям, в Краснояровской волости было найдено 13 трупов, проверка же выявила 27 убитых).
В ночь на 20 июля (2 августа) в районе Благовещенска на китайский берег был высажен русский десант в составе 16 пеших рот, сотни казаков и 16 пушек. Десант поддерживался артиллерийским огнём с пароходов «Селенга» и «Сунгари». Днём 20 июля (2 августа) русские заняли Сахалян, а 23 июля (5 августа) — Айгунь. Китайские солдаты регулярных войск уходили в тайгу, объединялись с хунхузами и продолжали оказывать сопротивление русским. Тогда 28 июля (10 августа) губернатор Грибский издал указ, где предписывалось всем казакам, свободным от работ, «переплавляться через Амур в поисках китайских шаек». Было приказано также уничтожать всё жильё на китайской стороне и забирать всё продовольствие.
После разгрома китайцев приамурский генерал-губернатор Гродеков решил произвести аннексию правого берега Амура и 31 июля (13 августа) телеграфировал своё предложение в Петербург:
…будет актом высочайшей справедливости закрепление за нами всей полосы правого берега Амура для прочного водворения и там казачества с тем, чтобы самые названия Айгунь и Сахалян были стёрты с памяти.
В телеграмме военному министру А. Н. Куропаткину Гродеков писал:
50 лет тому назад, 1 августа Невельской поднял русский флаг на устье Амура, на левом его берегу, и положил начало нашего владения этой великой рекой. Ныне после упорных боёв мы завладели и правым берегом Амура и тем закрепили великое дело присоединения реки Амура к русским владениям, сделав эту реку внутренней, а не пограничной рекой.
Однако Петербург не поддержал Гродекова, Куропаткин телеграфировал высочайше утверждённое 12 (25) августа решение:
Государь Император в видах скорейшего восстановления дружественных соседских отношений к Китаю соизволил решить не присоединять какой-либо части Китая к русским владениям…